# Zoviet France
I Zoviet France (noti anche come $OVIET:FRANCE:, Soviet France, :Zoviet-France e Zoviet*France) sono un gruppo musicale di Newcastle upon Tyne.
Sono stati considerati uno dei gruppi più importanti dell'industrial sperimentale.

## Storia del gruppo
Formatosi nel 1980, il gruppo ha spesso cambiato componenti, molti dei quali sono rimasti nell'anonimato. I membri originari includono Ben Ponten e Robin Storey (meglio conosciuto con il nome d'arte Rapoon). Storey e Mark Spybey formarono i Reformed Faction: un side project dei Zoviet France.
La musica della formazione adopera spesso bordoni accompagnati da ritmi destrutturati, e melodie dissonanti. Grazie alla forte presenza di campionamenti (emissioni radio, registrazioni in situ, strumenti giocattolo...), spesso messi in loop, le loro composizioni si rivelano essere spesso fortemente ripetitive e atonali. Nel suo sito "La storia della musica rock", Piero Scaruffi ha dichiarato che la loro musica "rievoca una miscela di musica concreta e tribale".

## Discografia parziale

### Album in studio
- Garista (1982)
- Mohnomishe (1983)
- Eostre (1984)
- Popular Soviet Songs and Youth Music (1985)
- Loh Land (1985)
- Misfits, Loony Tunes and Squalid Criminals (1986)
- Gesture Signal Threat (1986)
- A Flock of Rotations (1987)
- Assault and Mirage (1987)
- Shouting at the Ground (1988)
- Look Into Me (1990)
- Just an Illusion (1990)
- Shadow Thief of the Sun (1991)
- Digilogue (1995)
- In Version (1996)
- Mort Aux Vaches (1998)
- The Decriminalization of Country Music (2000)

### Antologie
- Collusion (1992)

### Album dal vivo
- Vienna 1990 (1991)
- Mort Aux Vaches - Feedback (1998)
- Live at Incubate, Poppodium 013, Tilburg 18.09.11 (2011)